# Salacia maudouxii
Salacia maudouxii är en benvedsväxtart som beskrevs av Rudolf Wilczek. Salacia maudouxii ingår i släktet Salacia och familjen Celastraceae. Inga underarter finns listade.